# Pretty Baby
Pretty Baby è un film del 1978 prodotto e diretto da Louis Malle, la cui sceneggiatura è stata scritta da Polly Platt. Il titolo è ispirato alla canzone omonima di Tony Jackson, usata come colonna sonora.

## Trama
1917, negli ultimi mesi di legalità della prostituzione, a Storyville, nel quartiere a luci rosse di New Orleans, Hattie, una prostituta dell'elegante casa di Madame Nell, vive nel bordello con la figlia dodicenne Violet. A loro si interessa Bellocq, il fotografo che tutte chiamano papà. La madre abbandona Violet nel bordello per sposarsi con un cliente, Alfred Fuller, e con lui trasferirsi a St. Louis, di conseguenza Madame Nell mette all'asta la verginità di Violet, aggiudicata per quattrocento dollari.
Bellocq, intenerito, offre a Violet la possibilità di vivere con lui. Quest'ultima, dapprima riluttante, si trasferisce a casa dell'uomo, per poi ritornare al bordello che però viene chiuso definitivamente, e Violet dopo essere rimasta chiusa fuori, decide di sposare Bellocq. Quando Hattie ritorna, Violet lascia il marito e va a vivere con la madre.

## Musica
La colonna sonora, curata da Jerry Wexler, riprende lo stile del Ragtime e del primissimo Jazz che si poteva ascoltare nella città di New Orleans e dei musicisti jazz di inizio XX secolo, in particolare del pianista e compositore Jelly Roll Morton. È stata candidata all'Oscar alla migliore colonna sonora come miglior adattamento. È eseguita da Bob Greene (piano solista), Kid Thomas (tromba), Louis Cottrell (clarinetto), Raymond Burke (clarinetto), James Booker e dalla New Orleans Ragtime Orchestra.
L'LP della colonna sonora, intitolato Pretty Baby, è stato distribuito nel 1978 dalla ABC Records.

## Distribuzione
È stato presentato in concorso al 31º Festival di Cannes, dove ha conquistato il Grand Prix tecnico.

## Controversie
- Oltre che sul soggetto della prostituzione minorile, molte obiezioni riguardarono le scene di nudo di Brooke Shields, allora dodicenne. I 109 minuti di film furono ridotti a 106 in alcune versioni.
- Il film fu proiettato negli Stati Uniti con la restrizione R (vietato ai minori di 17 anni); nel Regno Unito fu vietato ai minori di 18 (R18) e in Australia fu indicato come R18+ per i contenuti di nudo e sesso. Anche in Italia il film venne vietato ai minori di 18 anni.